# Temporada da ProA de 2022-23
A Temporada 2022-23 da ProA foi a 17ª edição da competição de secundária do basquetebol masculino da Alemanha segundo sua pirâmide estrutural. É organizada pela 2.Bundesliga GmbH sob as normas da FIBA. 

## Clubes participantes
Para a atual temporada permanecem quinze equipes que disputaram a temporada 2021-22 somados ao Gießen 46ers rebaixado da BBL 2021-22 e Dresden Titans conseguiu a promoção por méritos desportivos e WWU Baskets Münster recebeu um convite para disputar a competição. A equipe do Rostock Seawolves foi admitido na Bundesliga 2022-23
| Clube                       | Cidade               |
| --------------------------- | -------------------- |
| ART Giants Düsseldorf       | Dusseldórfia         |
| Artland Dragons             | Quakenbrück          |
| Bayer Giants Leverkusen     | Leverkusen           |
| Dresden Titans              | Dresda               |
| Eisbären Bremerhaven        | Bremerhaven          |
| JobStairs Gießen 46ers      | Gießen               |
| Medipolis SC Jena           | Jena                 |
| Nürnberg Falcons            | Nuremberga           |
| Phoenix Hagen               | Hagen                |
| PS Kalsruhe Lions           | Carlsrue             |
| RASTA Vechta                | Vechta               |
| RÖMERSTROM Gladiators Trier | Tréveris             |
| Tigers Tübingen             | Tubinga              |
| Uni baskets Paderborn       | Paderborn            |
| VfL Kirchheim Knights       | Kirchheim unter Teck |
| VfL SparkassenStars Bochum  | Bochum               |
| wiha Panthers Schwenningen  | Schwenningen         |
| WWU Baskets Münster         | Monastério           |

|  |                                          |
|  | Promovidos da ProB na temporada anterior |
|  | Rebaixados da BBL na temporada anterior  |

## Temporada regular

### Tabela de classificação
| Pos. | Clube                       | J  | V  | D  | Pts. | PF    | PC   | Dif. | Classificação        |
| ---- | --------------------------- | -- | -- | -- | ---- | ----- | ---- | ---- | -------------------- |
| 1    | RASTA Vechta                | 34 | 27 | 7  | 54   | 3.008 | 2655 | 353  | Playoffs             |
| 2    | Tigers Tübingen             | 34 | 26 | 8  | 52   | 2.969 | 2587 | 382  | Playoffs             |
| 3    | PS Kalsruhe Lions           | 34 | 22 | 12 | 44   | 2.998 | 2848 | 150  | Playoffs             |
| 4    | JobStairs Gießen 46ers      | 34 | 21 | 13 | 42   | 2.948 | 2910 | 38   | Playoffs             |
| 5    | Dresden Titans              | 34 | 19 | 15 | 38   | 2.866 | 2889 | -23  | Playoffs             |
| 6    | Artland Dragons             | 34 | 19 | 15 | 38   | 2.819 | 2755 | 64   | Playoffs             |
| 7    | Eisbären Bremerhaven        | 34 | 19 | 15 | 38   | 2.795 | 2776 | 19   | Playoffs             |
| 8    | Phoenix Hagen               | 34 | 19 | 15 | 38   | 2.936 | 2867 | 69   | Playoffs             |
| 9    | VfL SparkassenStars Bochum  | 34 | 18 | 16 | 36   | 3.067 | 2993 | 74   |                      |
| 10   | VfL Kirchheim Knights       | 34 | 17 | 17 | 34   | 2.666 | 2701 | -35  |                      |
| 11   | Uni baskets Paderborn       | 34 | 17 | 17 | 34   | 2.684 | 2727 | -43  |                      |
| 12   | Nürnberg Falcons            | 34 | 16 | 18 | 32   | 2.712 | 2717 | -5   |                      |
| 13   | RÖMERSTROM Gladiators Trier | 34 | 14 | 20 | 28   | 2.954 | 3016 | -62  |                      |
| 14   | WWU Baskets Münster         | 34 | 14 | 20 | 28   | 2.694 | 2780 | -86  |                      |
| 15   | Medipolis SC Jena           | 34 | 12 | 22 | 24   | 2.717 | 2806 | -89  |                      |
| 16   | ART Giants Düsseldorf       | 34 | 12 | 22 | 24   | 2940  | 3031 | -91  |                      |
| 17   | Bayer Giants Leverkusen     | 34 | 9  | 25 | 18   | 2750  | 2992 | -242 | Rebaixados para ProB |
| 18   | wiha Panthers Schwenningen  | 34 | 5  | 29 | 5    | 2410  | 2883 | -473 | Rebaixados para ProB |

### Partidas
| Casa\Visitante              | DÜS     | ART    | LEV    | DRE    | BRE    | GIE    | JEN    | NÜR   | HAG    | KAL    | VEC     | TRI     | TÜB    | PAD    | KIR    | BOC     | SCH    | MÜN     |
| --------------------------- | ------- | ------ | ------ | ------ | ------ | ------ | ------ | ----- | ------ | ------ | ------- | ------- | ------ | ------ | ------ | ------- | ------ | ------- |
| ART Giants Düsseldorf       |         | 77-84  | 95-75  | 90-83  | 82-101 | 69-70  | 73-82  | 79-94 | 100-92 | 99-97  | 115-112 | 84-104  | 81-88  | 75-83  | 59-75  | 89-94   | 104-73 | 93-82   |
| Artland Dragons             | 77-84   |        | 64-83  | 82-84  | 83-86  | 83-82  | 78-86  | 80-87 | 103-87 | 76-74  | 61-88   | 82-88   | 79-75  | 85-83  | 77-88  | 86-103  | 81-71  | 78-68   |
| Bayer Giants Leverkusen     | 96-89   | 83-90  |        | 95-59  | 85-91  | 93-97  | 85-78  | 91-84 | 84-64  | 90-77  | 73-77   | 97-80   | 66-98  | 96-65  | 79-52  | 80-94   | 97-76  | 82-94   |
| Dresden Titans              | 92-87   | 83-73  | 95-59  |        | 77-81  | 90-87  | 81-70  | 72-69 | 83-89  | 74-76  | 77-86   | 79-95   | 76-94  | 88-80  | 74-56  | 85-94   | 85-74  | 103-102 |
| Eisbären Bremerhaven        | 78-112  | 69-88  | 89-97  | 80-91  |        | 98-60  | 81-69  | 88-82 | 95-87  | 71-91  | 77-75   | 79-77   | 66-73  | 87-96  | 87-75  | 86-94   | 98-72  | 91-75   |
| JobStairs Gießen 46ers      | 100-88  | 82-81  | 77-74  | 90-76  | 89-88  |        | 101-95 | 74-82 | 91-89  | 90-104 | 86-77   | 109-97  | 94-91  | 99-102 | 86-74  | 86-92   | 78-73  | 90-76   |
| Medipolis SC Jena           | 78-81   | 78-86  | 85-78  | 86-96  | 69-71  | 89-90  |        | 83-80 | 70-93  | 82-85  | 72-80   | 101-86  | 59-79  | 83-89  | 87-69  | 88-79   | 92-74  | 90-79   |
| Nürnberg Falcons            | 95-62   | 67-78  | 91-84  | 97-105 | 77-70  | 63-75  | 76-84  |       | 76-79  | 88-93  | 73-83   | 87-82   | 98-105 | 76-70  | 73-78  | 80-87   | 85-73  | 59-54   |
| Phoenix Hagen               | 109-100 | 85-88  | 84-64  | 85-89  | 99-76  | 84-81  | 94-71  | 88-90 |        | 98-92  | 74-91   | 88-91   | 84-96  | 102-98 | 86-77  | 78-74   | 87-68  | 88-81   |
| PS Kalsruhe Lions           | 74-89   | 96-89  | 83-76  | 83-75  | 99-82  | 89-83  | 83-78  | 74-80 | 108-87 |        | 92-81   | 107-101 | 95-92  | 69-83  | 85-78  | 103-79  | 91-74  | 85-62   |
| RASTA Vechta                | 113-99  | 98-94  | 97-76  | 107-78 | 72-67  | 96-89  | 111-65 | 89-80 | 91-71  | 102-86 |         | 83-71   | 79-77  | 89-67  | 86-75  | 85-64   | 86-69  | 73-64   |
| RÖMERSTROM Gladiators Trier | 97-94   | 82-88  | 102-82 | 89-95  | 84-69  | 91-88  | 69-89  | 64-84 | 74-102 | 85-108 | 83-93   |         | 84-77  | 78-96  | 83-63  | 116-110 | 97-48  | 79-81   |
| Tigers Tübingen             | 87-86   | 73-70  | 86-79  | 98-69  | 69-80  | 96-80  | 95-69  | 85-67 | 89-61  | 85-76  | 79-68   | 104-75  |        | 83-73  | 101-57 | 76-79   | 102-73 | 84-79   |
| Uni baskets Paderborn       | 88-71   | 85-83  | 96-65  | 63-68  | 66-79  | 81-85  | 60-86  | 81-77 | 82-98  | 83-107 | 86-80   | 77-85   | 62-80  |        | 84-80  | 88-93   | 20-0   | 81-77   |
| VfL Kirchheim Knights       | 90-81   | 89-75  | 79-52  | 95-92  | 62-82  | 97-82  | 80-68  | 93-67 | 62-64  | 79-74  | 93-87   | 78-71   | 86-98  | 78-65  |        | 83-81   | 97-71  | 80-91   |
| VfL SparkassenStars Bochum  | 90-102  | 86-103 | 101-86 | 84-93  | 88-93  | 89-108 | 88-77  | 86-87 | 93-83  | 114-81 | 85-91   | 116-109 | 98-82  | 94-69  | 104-81 |         | 83-80  | 82-83   |
| wiha Panthers Schwenningen  | 89-86   | 89-86  | 84-67  | 74-75  | 65-81  | 69-85  | 71-87  | 72-82 | 81-70  | 66-94  | 69-80   | 71-89   | 59-84  | 74-88  | 74-70  | 98-94   |        | 82-93   |
| WWU Baskets Münster         | 96-67   | 83-77  | 79-86  | 106-81 | 96-80  | 74-84  | 68-67  | 75-70 | 68-92  | 73-85  | 68-102  | 93-107  | 80-88  | 58-69  | 76-59  | 80-77   | 80-69  |         |

## Playoffs

### Quartas de finais
| Time 1                 | Série | Time 2               | 1º Jogo  | 2º Jogo  | 3º Jogo  | 4º Jogo  | 5º Jogo |
| ---------------------- | ----- | -------------------- | -------- | -------- | -------- | -------- | ------- |
| RASTA Vechta           | 3 - 0 | Phoenix Hagen        | 102 - 70 | 85 - 81  | 95 - 74  | -        | -       |
| JobStairs Gießen 46ers | 3 - 0 | Dresden Titans       | 96 - 94  | 89 - 72  | 89 - 76  | -        | -       |
| Tigers Tübingen        | 3 - 2 | Eisbären Bremerhaven | 89 - 62  | 87 - 99  | 103 - 80 | 93 - 100 | 81 - 58 |
| PS Kalsruhe Lions      | 3 - 1 | Artland Dragons      | 79 - 55  | 75 - 103 | 106 - 81 | 83 - 80  | -       |

### Semifinais
| Time 1          | Série | Time 2                 | 1º Jogo | 2º Jogo | 3º Jogo | 4º Jogo  | 5º Jogo |
| --------------- | ----- | ---------------------- | ------- | ------- | ------- | -------- | ------- |
| RASTA Vechta    | 3 - 1 | JobStairs Gießen 46ers | 99 - 82 | 76 - 79 | 88 - 66 | 112 - 87 | -       |
| Tigers Tübingen | 3 - 0 | PS Kalsruhe Lions      | 95 - 51 | 83 - 70 | 86 - 80 | -        | -       |

### Final
| Time 1       | Agregado  | Time 2          | 1º Jogo | 2º Jogo |
| ------------ | --------- | --------------- | ------- | ------- |
| RASTA Vechta | 151 - 144 | Tigers Tübingen | 78 - 78 | 73 - 66 |

### Promovidos para aBBL
- Tigers Tübingen [6]
- RASTA Vechta[7]

### Rebaixados para aProB
- Bayer Giants Leverkusen[8]
- wiha Panthers Schwenningen[9][10]

## Artigos relacionados
- Bundesliga
- 2.Bundesliga ProB
- Regionalliga
- Seleção Alemã de Basquetebol